# Nemocnice Jihlava
Nemocnice Jihlava, příspěvková organizace je zdravotnické zařízení v Jihlavě. Je největší nemocnicí v Kraji Vysočina.
Poskytuje zdravotní péči, v níž je zahrnuta ambulantní a lůžková základní a specializovaná diagnostická a léčebná péče, nezbytná preventivní péče a lékárenská činnost. Provádí vědeckou, vzdělávací a informační činnost ve zdravotnictví, jíž se zejména rozumí provádění klinického hodnocení účinků léků a nové zdravotnické techniky, vědeckovýzkumná činnost, pregraduální výchova zdravotnických pracovníků, postgraduální a kontinuální vzdělávání pracovníků ve zdravotnictví a zajištění činnosti odborné knihovny.
Má 712 lůžek, disponuje nabídkou 56 lékařských odborností. Pracuje v ní 1600 lidí. Ročně zdravotníci provedou kolem 7 500 operací, z toho třetina je akutních. Ročně je zde hospitalizováno kolem 25 tisíc pacientů a provedeno 400 tisíc ambulantních ošetření. Zřízena byla na základě zřizovací listiny schválené usnesením č. 074/02/2003/ZK na jednání Zastupitelstva Kraje Vysočina dne 31. 3. 2003, její historie je však mnohem delší.

## Oddělení nemocnice

### Chirurgické obory
- Plastická chirurgie
- Anesteziologicko-resuscitační oddělení
- Chirurgické oddělení
- Urgentní příjem
- Centrální operační sály a sterilizace
- Gynekologicko-porodnické oddělení
- Porodnice
- Oční oddělení
- Otorinolaryngologické oddělení
- Ortopedicko-traumatologické oddělení
- Urologické oddělení

### Nechirurgické obory
- Infekční oddělení
- Interní oddělení
- Kardiologické oddělení
- Kožní oddělení
- Oddělení geriatrické a následné péče

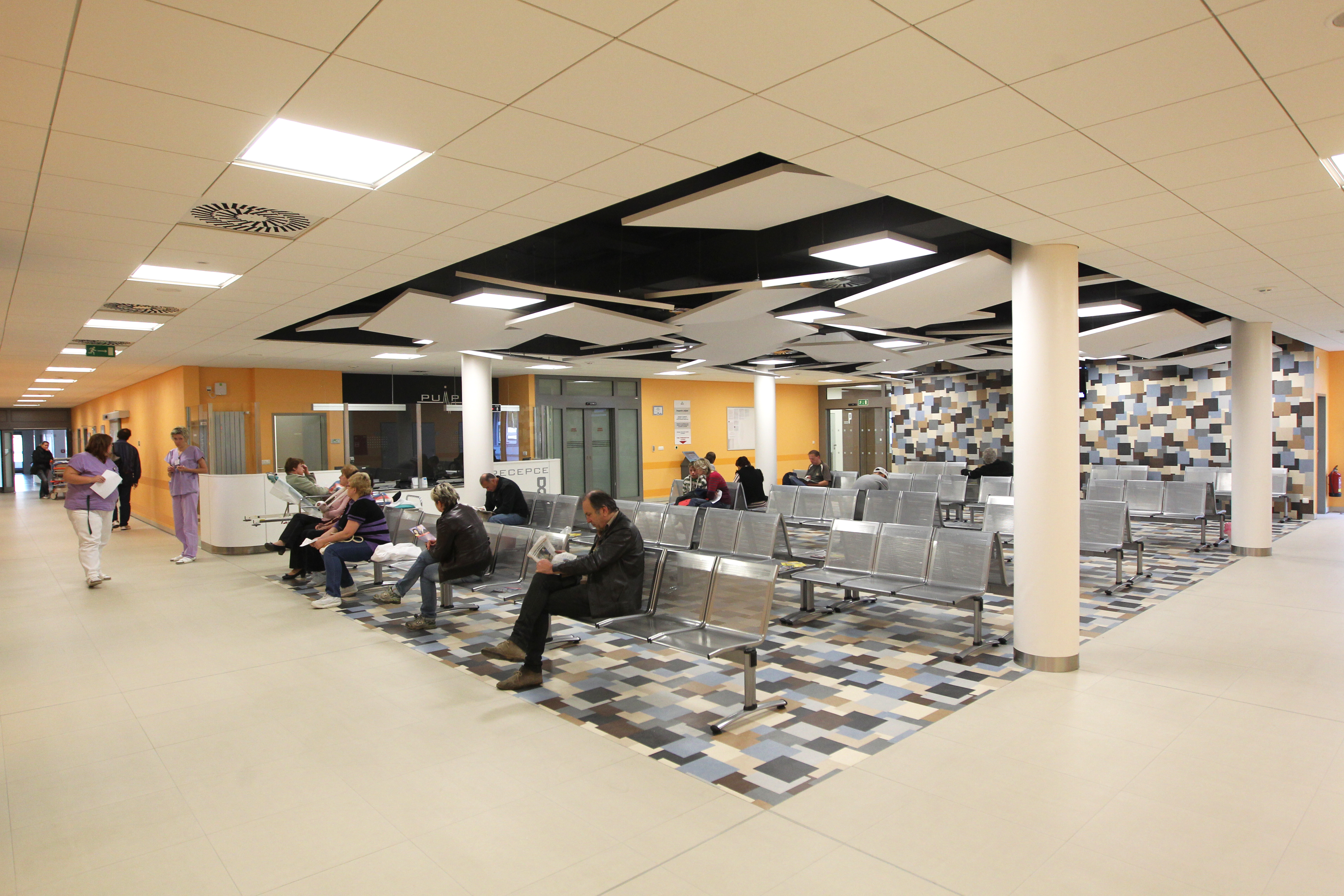
Urgentní příjem

- Neurologické oddělení
- Pediatrické oddělení
- Onkologické
- Ambulance klinického psychologa
- Rehabilitační oddělení
- Plicní oddělení

### Diagnostické obory
- Hematologicko-transfuzní oddělení
- Oddělení klinické biochemie, mikrobiologie a imunologie
- Patologické oddělení
- Oddělení zobrazovacích metod
- Oddělení nukleární medicíny a PET centrum

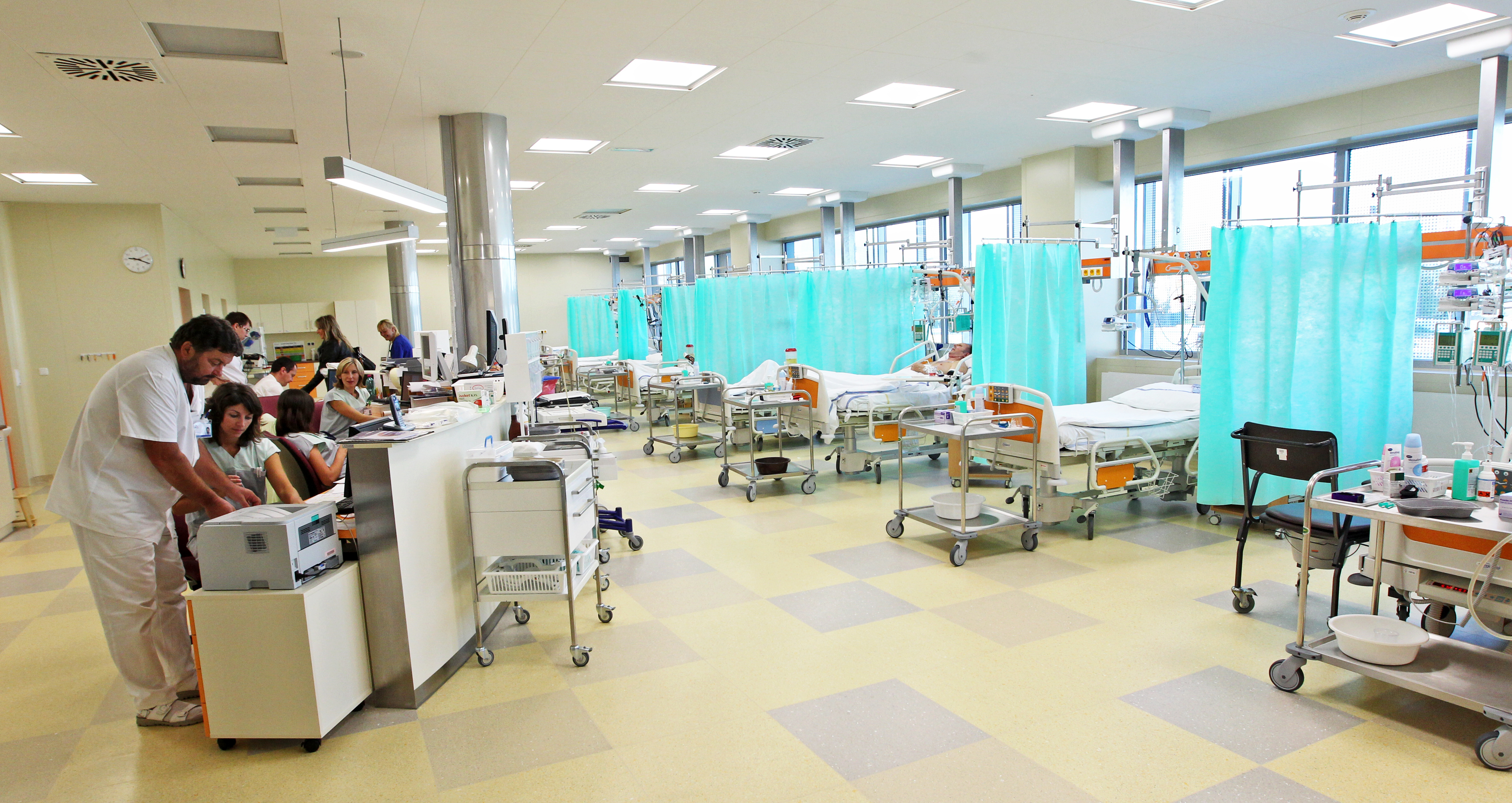
Jednotka intenzivní péče

- Pracoviště lékařské genetiky
- Oddělení ústavní epidemiologie

### Logistika
- Oddělení léčebné výživy a stravování
- Úsek informačních a komunikačních technologií[3]
- Nemocniční lékárna
- Centrální dispečink sanitářů

## Specializovaná centra
Krajské onkologické centrum (KOC) – tvoří ucelenou síť onkologické péče na Vysočině. Nemocnice nabízí široké spektrum vyšetřovacích metod od laboratoří po vyšetření magnetickou rezonancí.
Iktové centrum – intenzivní péče je poskytovaná na specializované neurologické JIP s osmi lůžky Dalších čtyřicet lůžek je standardní péče.
Kardiovaskulární centrum – poskytuje kardiovaskulární péči včetně intervenční kardiologie. Ve spolupráci s Kardiocentrem Vysočina zajišťuje kardiologické oddělení včasnou a dostupnou moderní kardiologickou péči v kraji Vysočina. Hlavní náplní činnosti je péče o pacienty a akutním koronárním syndromem, arytmiemi.
Onkogynekologické centrum – zajišťuje péči o pacientky se závažnými nádory v oblasti reprodukčních orgánů.

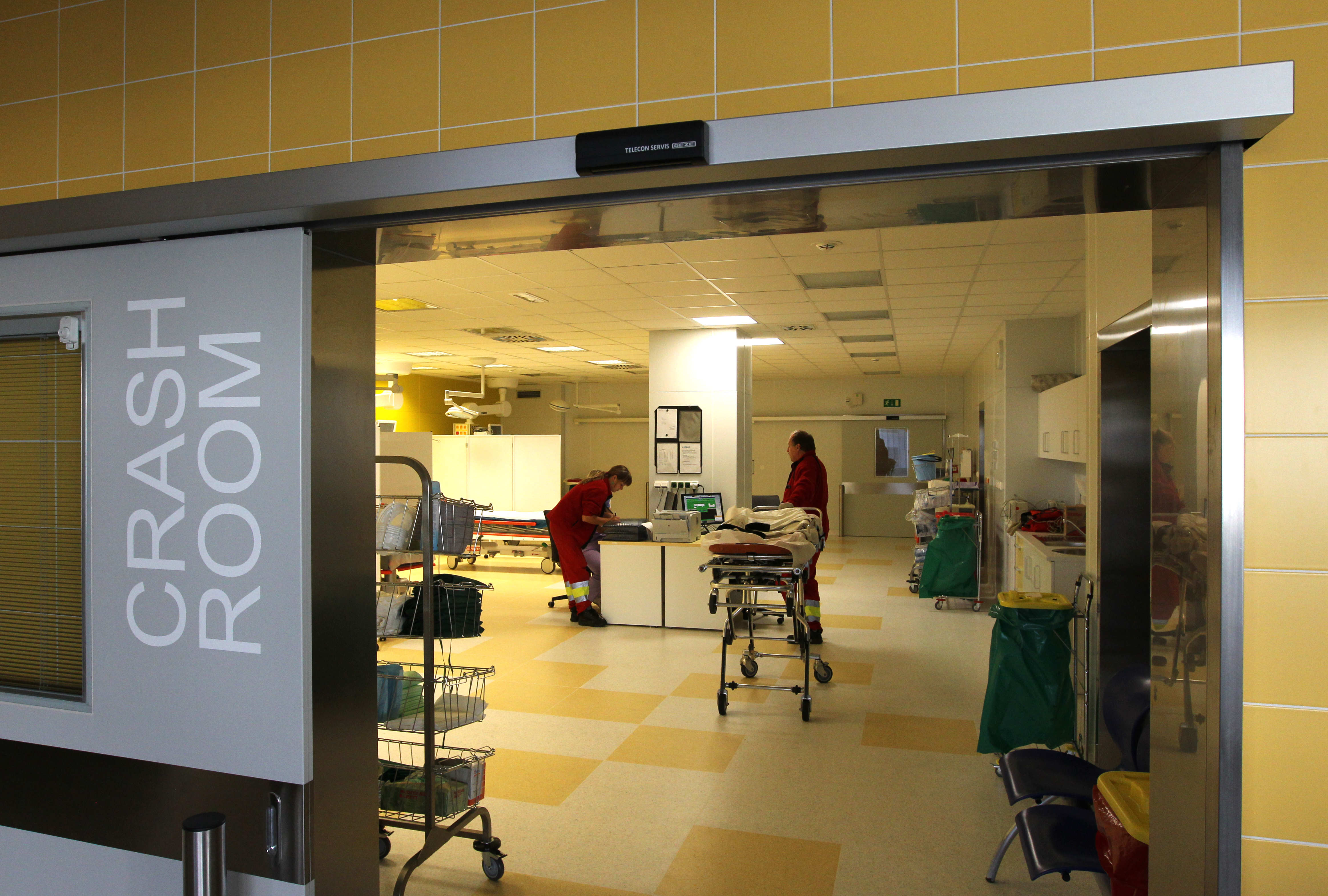
Crash room

### Další centra
- Centrum pro léčbu střevních onemocnění (M. Crohn a C. ulceróza)
- Centrum pro léčbu demyelinizační onemocnění (RS)
- Centrum pro léčbu revmatických onemocnění
- Centrum pro léčbu těžké psoriázy
- Centrum pro léčbu očních degenerativních onemocnění (VPMD)
- Centrum pro léčbu těžkého astmatu a plicní fibrózy
- Perinatologické centrum intermediární péče
- Genetická poradna

## Historie

### Středověk
Jihlava měla brzy po svém založení v polovině 13. století dva špitály. Jeden z nich byl zasvěcen sv. Alžbětě, druhý sv. Jiří. První z nich stával vně hradeb, na severní straně města, pravděpodobně vlevo pod vyústěním dnešní Komenského ul. do Havlíčkovy ul. Špitál dal jméno nedaleké bráně, sem ústící jedné z hlavních jihlavských ulic a později i celému předměstí. Hradbami nechráněný špitál byl několikrát téměř zničen. Jeho chod byl již od 13. století zajištěn nadací, která se skládala z poplužního dvora, jiných 2 dvorů, ovčína na Špitálském předměstí (na místě dnešních Technických služeb), dále polností a 4 rybníků.
Nejstarším známým správcem špitálu je mistr Kunz, uváděný k roku 1362. Špitálu se týká i listina papeže Bonifáce IX. z 3.2.1400, kterou se uděluje Jihlavským právo zřídit v špitálním kostele sv. Alžběty několik beneficií včetně patronátních práv. Avšak špitál na tomto místě zanedlouho zaniká. Nechráněn hradbami byl zničen při některém husitském nájezdu, nejspíše v r. 1423 při obléhání Jihlavy Janem Žižkou. Dokladem je fakt, že na jaře 1425 se objevuje provizorní městský špitál přímo ve městě, a to ve zrušené židovské škole stávající na severovýchodním nároží dnešní Židovské a Mrštíkovy ulice. O rok později, v r. 1426, však přenáší městská rada špitál do ulice Havířské do domu III/25 (stával přibližně na místě dnešního č. 8). Zde byl nejméně do r. 1449, přestože listinou z 24.4.1427 špitál dostal od moravského markraběte Albrechta zmíněnou židovskou školu pro své potřeby.
Markrabě Albrecht další listinou z 16.6.1434 dal povolení k vybudování nového špitálu i s kaplí sv. Alžběty, vznikl ale až po roce 1470, přestavbou velkého patricijského domu Ondřeje Šlégla ve Špitálské ulici IV/65 (dnešní dům Komenského č. 27–29). Pravá, severní část domu byla kaple, levá část byl vlastní špitál. Špitál sv. Alžběty sice v letech 1513, 1523 a 1551 vyhořel, ale platy plynoucí ze špitálního majetku a dary rychle ztráty nahradily. V roce 1600 městská rada špitál na 10 let pronajala. Po bělohorské porážce se dostala Jihlava do velmi těžké hospodářské situace. Již v roce 1622 se město vzdalo správy špitálu, která pak přešla pod patronát opata želivského kláštera. Špitál existoval na svém místě až do svého zrušení v letech 1826–27 v souvislosti s novou úpravou chudinské péče, třebaže kaple již byla zrušená v r. 179 a pak až do r. 1825 tento prostor sloužil jako divadlo.
Druhý špitál nesl jméno sv. Jiří. Nacházel se poměrně dále od městských hradeb, a to pod nárožím dnešní Havlíčkovy a Třebízského ul., přibližně v místě sídla bytového družstva Rozkvět. Jeho poloha naznačovala poslání: byli sem umisťováni všichni nevyléčitelně nemocní, mezi jinými i napadení leprou. V roce 1359 obnovené řadě městských knih se připomíná v letech 1383, 1410, 1411 atd. Také tento špitál – leprosarium byl v průběhu své historie několikrát vážně poškozen. Známé je jeho poničení v době dvojího obležení Jihlavy Jiřím z Poděbrad v roce 1458. V 16. stol. se i u špitálu sv. Jiří zlepšila hospodářská situace, avšak dne 19. září 1612 lehl popelem. V krátké době byl sice na náklady města obnoven, ale v roce 1622 přešly patronátní práva na želivského opata. V samém závěru třicetileté války, za švédské okupace města v letech 1645–47, byl špitál značně poškozen. Špitál sv. Jiří sloužil potom pod názvem "Siechhof" (chorobinec) hlavně nemajetným obyvatelům Jihlavy ještě celé následující století. Zrušen byl až v r. 1769 včetně kaple sv. Jiří.

### 18. století – 19. století
Od počátku 18. století se objevuje v Jihlavě samostatný útulek pro pocestné nemocné – lazaret. Vznikl v letech 1704–1707 nad mlýnem u Dlouhé stěny (na místě dnešní klavírky). Jednalo se však o malý lazaretní domek sloužící hlavně jako karanténní záchytná stanice pro nemocné. Skutečný lazaret byl však postaven až v roce 1753 nedaleko odtud poblíž již neexistujícího Koňského rybníka, na místě domů č. 21 a 23 v Křižíkově ulici, tehdy Brtnické předměstí č. p. 117. Vznikl z odkazu bohatého jihlavského barvíře Pavla Kocha, jenž zanechal na stavbu nemocnice pro chudé-lazaretu v roce 1743 částku 1700 zlatých. Nově vzniklý ústav je již v dobových pramenech jmenován jako "Nemocnice u sv. Lazara" (Krankenhaus).
V roce 1751 dostává Jihlava první batalion stálé vojenské posádky, s čímž vyvstala potřeba vybudovat v Jihlavě nemocniční zařízení pro armádu. Tak vznikl v letech 1753–4 v dnešní Věžní ulici v dnes neexistující novostavbě č. p. 402 nad hradebním příkopem vojenský lazaret (stával naproti dnešní tržnice). Protože byl celý objekt pro vojenské potřeby malý, byla v letech 1785–1786 postavena podle nařízení císaře Josefa II. nová vojenská nemocnice. Stavbu postavil na velkém pozemku v dnešní Tolstého ulici hejtman Max z Močic (dnes škola min. vnitra).Tím se uvolnil vojenský lazaret ve Věžní ul., jehož budovu daroval císař Josef II. městu. Dne 19.12.1802 byla nová nemocnice otevřena slavnostním projevem svatojakubského faráře Milo Grüna. V příštích týdnech sem byli přestěhováni všichni nemocni ze starého lazaretu.
Ve 30. letech 19. století však už špitál nedostačoval, výstavbě nového ale bránil nedostatek financí. Pomohl nakonec velkorysý dar tehdejšího majitele statku Plandry Václava Dobřenského, který městu daroval 5 měřic pole vedle vojenské nemocnice. 29. září 1848 schválila městská rada na návrh starosty Petra Arnošta Leupolda z Löwenthalu výstavbu. Dne 15. srpna 1849 byl položen základní kámen, když první zemní práce na stavbě začaly už 23. října předchozího roku. Výstavba rychle pokračovala, takže už 26. listopadu 1850 bylo nové zařízení slavně vysvěceno farářem J. Möschlem od sv. Jakuba. Primáři v 19. století byli: dr. Franz Julius Grüner (1850–69), dr. Julius Grüner (1869–1887), dr. Julius Pollatschek (1887–l898) a od 1.7.1898 dr. Anton Nietsch. Budova staré nemocnice ve Věžní ulici byla postupně vystěhována a vrátila se do rukou armády. V následujících desetiletích sloužil dům jako ubytovna protahujících vojsk a přežíval pod názvem "Transporthaus" až do roku 1927, kdy byl zbourán.
Vybudováním nové nemocnice získala Jihlava ústav, který již neměl charitativní poslání. Pojetí nemocnice bylo na tehdejší dobu velmi pokrokové a její vzhled se do doby, kdy ještě sloužila jako urologický pavilon, nijak podstatně nezměnil. Vnitřní uspořádání za 140 let trvání budovy prošlo několika adaptačními úpravami. Prvním primářem byl Dr. Franz Julius Grüner, který dříve vedl nemocnici sv. Lazara. Prvním správcem byl Anton Polzer. Roku 1869 po odchodu Dr. F. J. Grünera se stal primářem jeho syn Dr. Julius Grüner, který se postaral o zřízení provizorního infekčního pavilonu v zahradě nemocnice v r. 1877. Kapacita nemocnice tím vzrostla na 118 lůžek. Roku 1879 bylo do nemocnice zavedeno plynové osvětlení a roku 1887 byla nemocnice napojena na městský vodovod.
Dalším primářem a ředitelem nemocnice byl od r. 1887 jmenován Dr. Julius Pollatschek, který jako stoupenec radikálních chirurgických metod prosadil přijetí chirurga Dr. Viktora Klotze, který v Jihlavě zavedl řadu nových operací. V jeho tradicích pokračoval Dr. Anton Nietsch, takže v následujících letech prudce stoupl počet operací a opět vznikl problém nedostatku lůžek. Byly vypracovány plány na výstavbu pitevny, márnice a nového infekčního pavilonu. Především však bylo nutno řešit chirurgický pavilon. S jeho stavbou bylo započato v r. 1899 a již r. 1902 byl dán do provozu. Budova sloužila do r. 1928 chirurgickému oddělení, potom zde bylo oddělení oční, radiologické a ústavní knihovna. Velmi důležitým zlepšením celkové situace nemocnice bylo její napojení na elektrickou síť r. 1905. V té době začali nemocnici stále více vyhledávat pacienti s očními chorobami, proto se městská rada rozhodla ustanovit MUDr. Maxmiliána Bondiho, bývalého asistenta oční kliniky ve Vídni, ordinujícím očním lékařem ve všeobecné nemocnici. Dr. Bondi však nemohl provádět oční operace dříve, dokud mu nebylo v září 1904 zřízeno malé oční oddělení. To představovalo 2 pokoje s 18 lůžky.

### 20. století
Vývoj nemocnice byl přerušen I. světovou válkou, kdy byly všechny úpravy nemocnice zakázány. Od roku 1850 do r. 1918 vzrostl počet pacientů přibližně o 200 %, zatímco počet lůžek vzrostl jen asi o 50 %. Vznik Československé republiky, 28. října 1918, znamenal vyjádření tužeb všeho českého a slovenského lidu. Mezníkem ve vývoji nemocnice byl r. 1924. Konkurz na místo primáře chirurgického oddělení a ředitele nemocnice vyhrál MUDr. Vítězslav Horn, asistent 1. chirurgické kliniky v Brně. Své funkce se ujal 1. 3. 1924. MUDr. Horn zřídil dvě nová oddělení: Interní oddělení a kožní oddělení. Za svůj prvořadý cíl si MUDr. Horn dal výstavbu nového chirurgického pavilonu. Budova interního oddělení byla zadaptována v r. 1926 a 1. 7. 1928 byl slavnostně dán do provozu pavilon chirurgický, se 150 lůžky, což znamenalo značné zlepšení zdravotnické situace v okrese. Šestipodlažní budova se dvěma vchody, která původně sloužila výhradně oddělení chirurgickému s pododdělením gynekologickým a porodnickým svou moderní koncepcí předběhla dobu. Původní chirurgický pavilon byl dán k dispozici očnímu oddělení.
Organizačními úpravami byl v r. 1935 zvýšen počet lůžek v nemocnici na 470. Také byly zahájeny adaptační práce administrativní budovy a začalo se projednávání výstavby hospodářské budovy s centrální kotelnou, kuchyní a prádelnou. Vlastní stavba byla zahájena v r. 1937. V témže roce bylo zřízeno samostatné oddělení chorob ušních, krčních a nosních (ORL). Vedení ústavu v té době provedlo rekonstrukci rentgenové stanice a zakoupilo nový rtg. přístroj. V roce 1938, po vzniku Protektorátu Čechy a Morava, byl suspendován z místa ředitele nemocnice a primáře chirurgického oddělení MUDr. Vítězslav Horn, který byl 1. 9. 1938 zatčen a až do konce 2. světové války internován v koncentračním táboře. Dne 8. září 1938 se stal ředitelem a zároveň primářem chirurgického oddělení sudetský Němec MUDr. Hettfleisch, funkcionář SdP.
V r. 1942 byla dokončena stavba hospodářské budovy podle návrhu významného českého architekta Zdeňka Rozehnala. Dále byla dokončena přestavba původního infekčního pavilonu na ORL oddělení. Tento pavilon z r. 1900 byl rozšířen a zvýšen o jedno poschodí. V říjnu 1941 byla zakoupena vila i s tiskárnou a zahradou podnikatele R. Pokorného a později zadaptována pro dětské oddělení. V r. 1942 byly pro interní oddělení upraveny další dva baráky z 1. svět. války, čímž se zvýšil počet lůžek na 550. V r. 1943 byla provedena již dříve plánovaná adaptace rentgenové stanice a byla postavena budova pro ubytování řádových sester.
Rok 1944 byl i v nemocnici poznamenán blížícím se koncem války, nemocnici zaplavovat němečtí uprchlíci, stahující se před Rudou armádou na západ. V květnu 1945 se počali v nemocnici objevovat další pacienti – vojáci Rudé armády, ranění i nemocní. Po ukončení války v květnu 1945 město pociťovalo tíživý nedostatek lékařů. Němečtí lékaři odešli nebo byli zbaveni práva výkonu lékařské praxe. Místo suspendovaného ředitele a primáře chirurgického oddělení MUDr. Hettfleische zaujal již koncem května MUDr. Vítězslav Horn, který se vrátil z koncentračního tábora. Přesto bylo v roce 1945 bylo zřízeno dětské oddělení, primářem se stal MUDr. Pavel Ševčík, asistent dětské kliniky v Brně. V r. 1946 bylo v suterénu interního pavilonu zřízeno oddělení stomatologické, jehož primářem byl jmenován MUDr. Vojtěch Novák, vedoucí zubního oddělení ve Zlíně.
V roce 1948 další nová oddělení: infekční oddělení o kapacitě 80 lůžek s primářkou MUDr. M. Havláskovou, tuberkulózní oddělení s primářem MUDr. Hromkem, patologicko-anatomické oddělení s primářem MUDr. Františkem Pavlicou. V září 1949 byl vypsán konkurs na primariát gynekologicko-porodnického oddělení, které bylo až dosud součástí chirurgického oddělení. Primářkou nového oddělení byla jmenována MUDr. Miluše Hromádková. V letech 1949–1960, kdy Jihlava byla centrem kraje, vládl zdravotnictví nepočetný odbor KNV pod vedením MUDr. Jindřicha Hromádky. Nemocnice se stala krajskou a primáři hlavních klinických oborů byli jmenováni krajskými odborníky. Ředitelem krajské nemocnice v letech 1949–52 byl jmenován MUDr. František Bradáček.
Došlo k adaptaci bývalé tiskárny na dětské oddělení, ke stavbě vrátnice, adaptaci administrativní budovy. Od ledna 1953 byla uvedena v činnost biochemická laboratoř a transfuzní stanice, vedením byl pověřen MUDr. Jaromír Svojítka. V roce 1951 vzrostl počet lůžek na 788, přednosta zdravotního odboru KNV MUDr. Hromádka tehdy upozorňoval na to, že nemocnice disponuje pouze jedinou slušně vybavenou budovou – chirurgickým pavilonem. Zdůraznil, že výhledově bude nutno při dalším budování zdravotnických zařízení v Jihlavě opustit malý a nevhodně umístěný areál a přenést celé zařízení do nového ústavu, který by byl vybudován na vhodném místě. Po provedení průzkumu a zvážení všech eventualit rozhodla rada KNV vystavět novou nemocnici o kapacitě 982 lůžek v areálu Domu zdraví. Návrh byl schválen Ministerstvem zdravotnictví a stavba měla být zahájena v r. 1956.

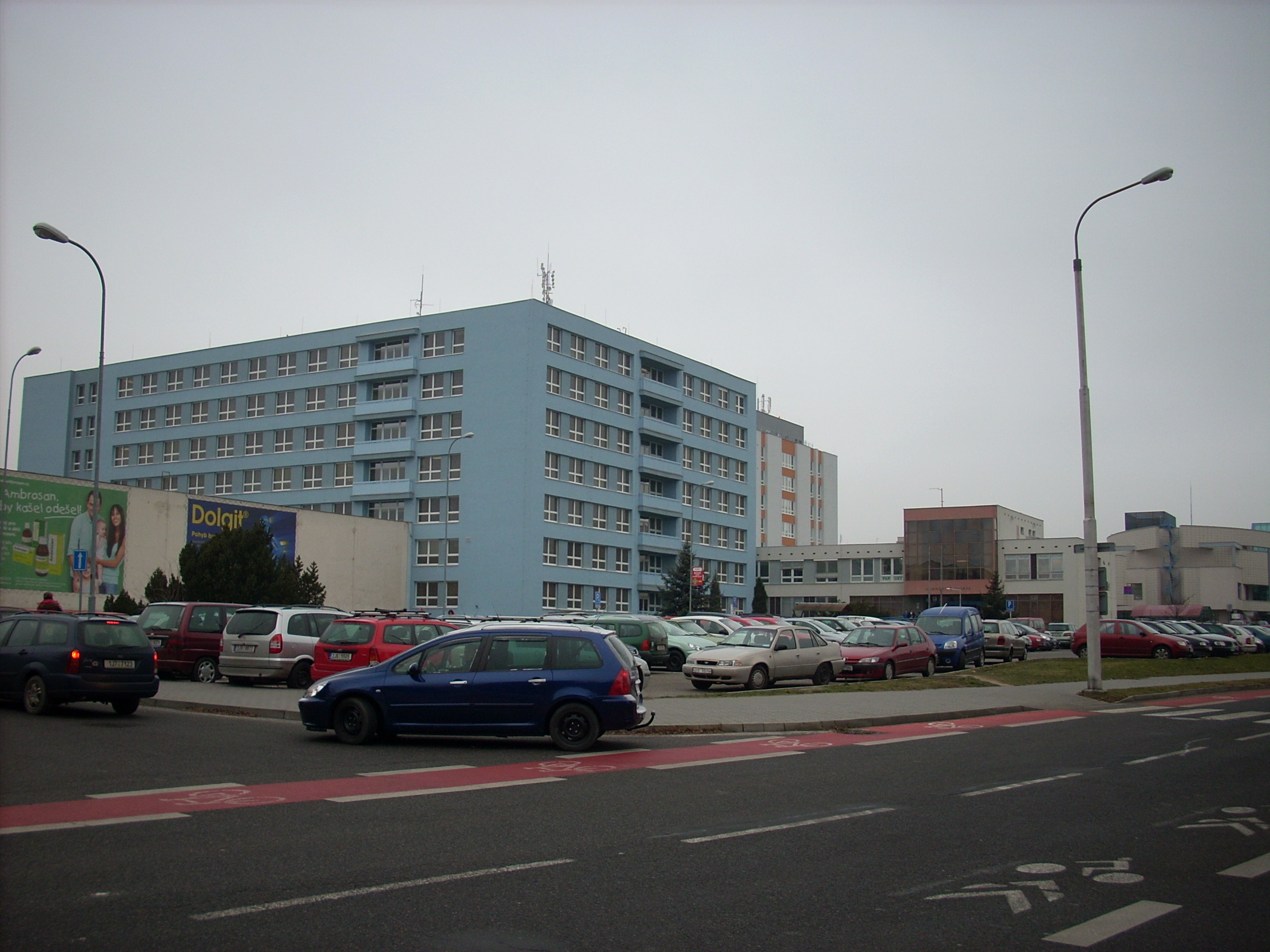
Interní pavilon Nemocnice Jihlava (dostavěn 1983)

### Stavba nové nemocnice
Jako I. etapa výstavby bylo započato se stavbou nové kotelny u Domu zdraví a s pavilonem pro infekční a plicní choroby, v r. 1961. Infekčnímu oddělení byla budova předána v r. 1967. V r. 1970 byl schválen projektový úkol I. etapy interního bloku. Stavba byla zahájena v r. 1973. V r. 1972 se osamostatnilo radioterapeutické oddělení a primářem byl jmenován MUDr. Jan Štěpánek, v následujícím roce bylo otevřeno oddělení nukleární medicíny a primářem se stal MUDr. Vladimír Malý. Významnou událostí pro zdravotnictví Vysočiny se stalo otevření hemodialyzační stanice v r. 1979, která byla tehdy 2. největší v Československu. Hlavní zásluhu na zřízení stanice měl tehdejší primář interního oddělení I. – prim. MUDr. Julius Vachtenheim. Zásluhou prim. MUDr. Zdeňka Drobného byla v r. 1980 otevřena lůžková část ARO. V r. 1981 byl dokončen diagnostický pavilon, kam se nastěhovalo oddělení klinické biochemie, transfuzní stanice a rentgenologické oddělení. Tato oddělení byla také vybavena z větší části novými přístroji. Od r. 1982 byl zahájen nepřetržitý provoz "Rychlé záchranné pomoci".
V roce 1983 byla dokončena 8. podlažní budova interních oborů. Do uvolněných prostor ve staré nemocnici se přestěhovalo ředitelství nemocnice z Psychiatrické léčebny. Mezi budovami interních oddělení a diagnostickým pavilonem byl postaven pavilon těžkých zářičů, vybaven nejmodernějšími přístroji a otevřen v r. 1987. V roce 1988 otevřeno oddělení dlouhodobě nemocných, kde bylo 100 lůžek a ředitelem byl jmenován MUDr. Zdeněk Novák. V následujícím roce byla otevřena lůžková část rehabilitačního oddělení s 20 lůžky. V r. 1989 byla zahájena stavba II. budovy nové nemocnice pro obory: gynekologicko-porodnické, dětské a oční.

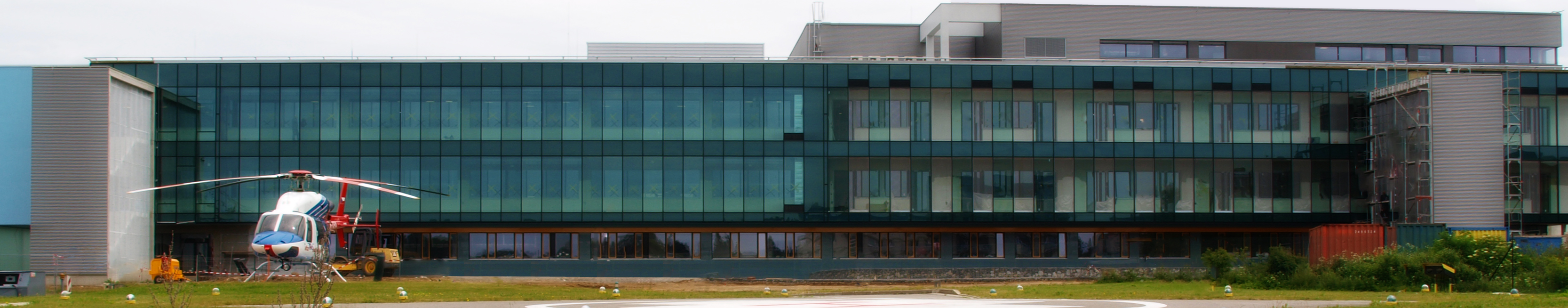
Pavilon infekčních chorob a intenzivní péče

V r. 1991 se osamostatnila Psychiatrická léčebna a v r. 1992 byl zrušen OÚNZ, z něhož vznikly dva samostatné subjekty – Nemocnice Jihlava a Poliklinika Jihlava. V r. 1994 byla otevřena nová budova Nemocnice Jihlava, kam byla nastěhována oddělení: gynekologicko-porodnické, dětské a oční, v r. 1995 se přistěhovala ortopedie z Psychiatrické léčebny. Provoz obou nemocnic, vzdálených od sebe téměř 3 km, byl ekonomicky velmi náročný. Proto došlo k  restrukturalizaci lůžek a postupnému přesunu oddělení z areálu staré nemocnice do nové. Prvním oddělením, kterého se tato radikální změna dotkla bylo oddělení  ušní, nosní, krční. 20.4.2000 proběhlo slavností otevření v nových prostorách gynekologicko – pediatrického pavilonu. 1. 11. 2001 vznikl nový primariát chirurgie II. se zaměřením na traumatologii. V průběhu celého roku 2002 probíhaly dokončovací práce na dostavbě, tyto 12.12. vyvrcholily jejím slavnostním otevřením. V dubnu zahájily provoz Centrální operační sály a Centrální sterilizace, v součinnosti s nimi ARO, multiooborová JIP a ambulantní trakt v prostorách dostavby. Následoval přesun lůžkových oddělení  chirurgie, traumatologie a urologie do interního pavilonu.

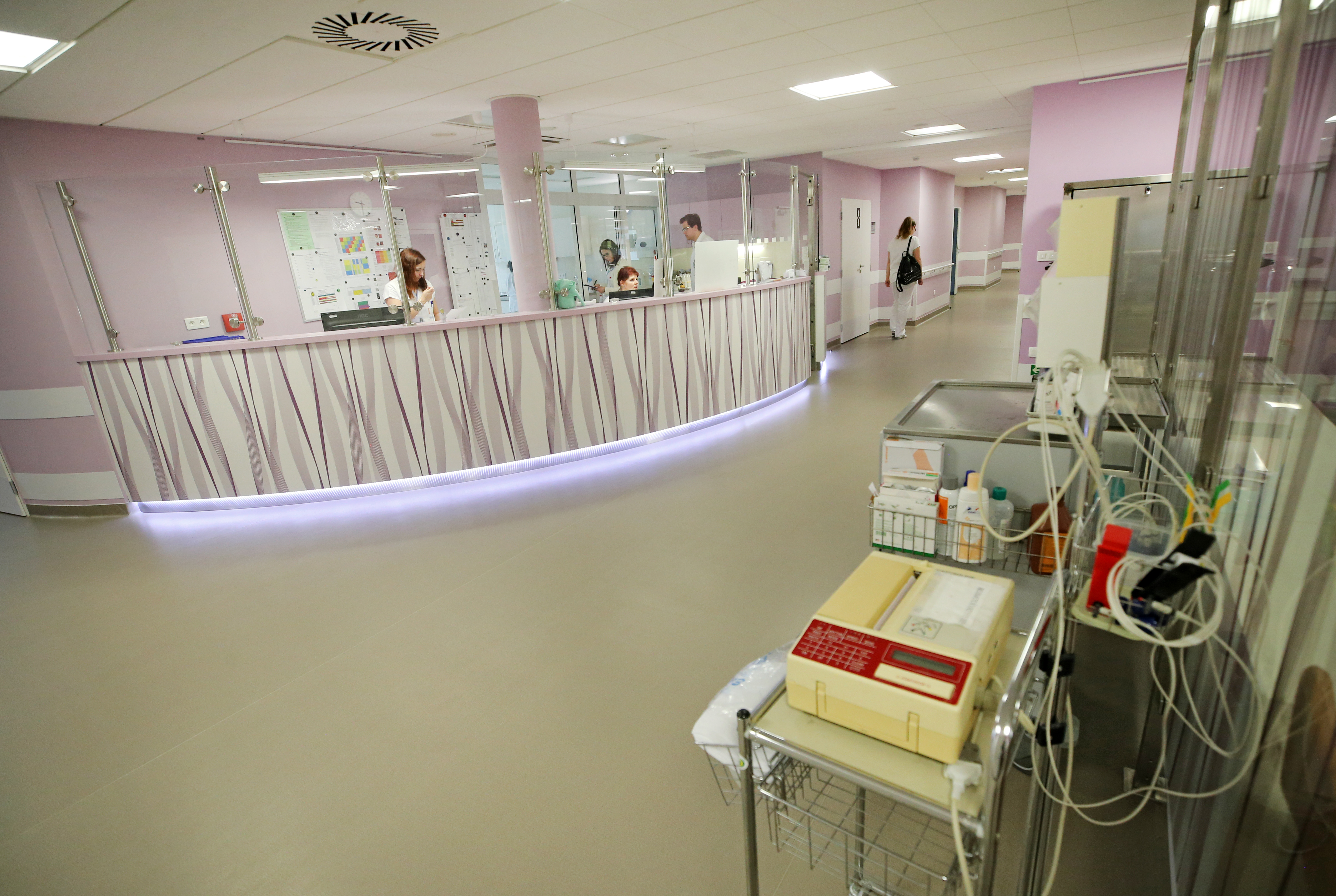
Pohled do prostor oddělení Nemocnice Jihlava

5.2.2004 bylo otevřeno pracoviště ozařoven, vybavené moderním kompletem na sebe navazující ozařovací techniky včetně lineárního urychlovače. Na podzim došlo ke sloučení oddělení klinické biochemie s oddělením mikrobiologie a imunologie pod jeden primariát. V květnu  2005  zahájilo provoz Centrum asistované reprodukce SANUS. V nemocnici bylo vytvořeno mamární centrum k urychlení diagnostiky, léčebného procesu a zvýšení komfortu pro pacientky. 1. ledna 2006 byl Nemocnici Jihlava udělen statut komplexního onkologického centra pro region Vysočina. Koncem roku jsme zahájili podávání biologické léčby u vybraných druhů zhoubných nádorů. V prostorách nemocnice začalo fungovat centrum prenatální diagnostiky a lékařské genetiky. Skončil tzv. mokrý proces vyvolávání snímků a přešlo se na digitalizaci systémem PACS, kompletní digitalizace pak byla dokončena následující rok v červnu.
V září roku 2007 v upravených prostorách nemocnice zahájilo zkušební provoz oddělení intervenční kardiologie, Kardiocentrum Vysočina CZ. Od roku 2008 Kardiocentrum úzce spolupracuje s nově vzniklým kardiologickým oddělením nemocnice. Nemocnice se ve spolupráci s Vysokou školou polytechnickou v Jihlavě stala výukovým pracovištěm Katedry zdravotnických studií pro bakalářské studijní programy porodní asistentka a všeobecná sestra. V červenci roku 2010 nemocnice získala statut iktového centra. V roce 2019 získala nemocnice čtvrté místo v soutěži Bezpečná nemocnice.

## Podcast Nemocnice Jihlava
Od září 2022 zveřejňuje nemocnice vlastní podcast, zabývající se tématy největšího zdravotnického zařízení na Vysočině. Tematicky se podcast soustředí na používané metody, známé i méně známé tváře nemocnice a snaží se informovat posluchače o novinkách a možnostech, které nemocnice nabízí nejen pro pacienty (např. dobrovolnické služby). Podcast je dostupný v podcastových aplikacích. 